# سینوس پیرابینی
سینوس‌های پیرابینی یا سینوس‌های پیرامون بینی، حفره‌هایی خالی هستند که درون استخوان‌های صورت قرار دارند. سطح داخلی سینوس‌ها با غشاهای مخاطی پوشیده شده‌اند و سینوس‌های پیرابینی (Paranasal Sinuses) هر یک توسط مجرایی به بینی راه پیدا می‌کنند. سینوس‌های پیرابینی، هشت عدد هستند که به‌صورت چهار عددِ سمت راست و چهار عدد سمت چپ و شامل سینوس‌های پیشانی (Frontal)، ویزنی (Ethmoid) و فکی (Maxillary) و شب‌پره‌ای (Sphenoid).

## آناتومی

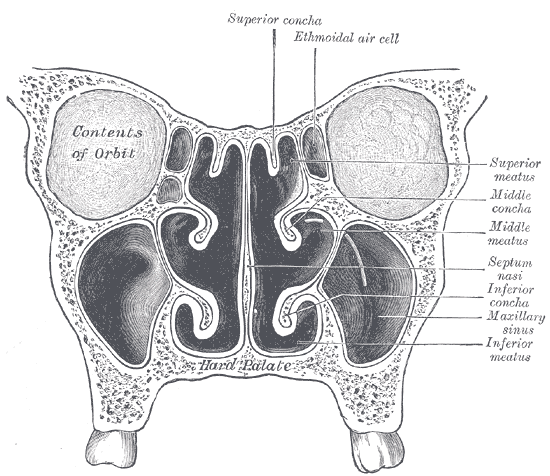
سینوس‌ها

در هر طرفِ صورت چهار عدد سینوس است که عبارت‌اند از:
۱- سینوس فکی (maxillary sinuses): در زیر چشم و در استخوان گونه واقع است. و بزرگ‌ترین سینوس بدن است. سینوزیت فکّی باعث ایجاد درد و احساس فشار در گونه‌ها می‌شود (دندان‌درد و سردرد).
۲- سینوس پیشانی (frontal sinuses): در بالای چشم و در استخوان پیشانی قرار دارد. سینوس‌های پیشانی تا سن ۵–۱۰ سالگی وجود ندارند. این سینوس‌ها پس از سن ۷ سالگی پدید می‌آیند. سینوزیت پیشانی باعث ایجاد درد و احساس فشار در بالای چشم‌ها می‌شود (سردرد).
۳-سینوس پرویزنی (ethmoid sinuses): بین چشم و بینی و در استخوان پرویزنی واقع است. سینوس‌های فکّی و پرویزنی از بدوِ تولّد وجود داشته و تا ۱۸ سالگی به رشد خود ادامه می‌دهد. سینوزیت پرویزنی باعث ایجاد درد و احساس فشار بین بینی و چشم‌ها می‌شود (سردرد).
۴- سینوس شب‌پره‌ای (sphenoid sinuses): در پشتِ سینوس پرویزنی و چشم و در مرکز استخوان جمجمه زیرِ غدهٔ هیپوفیز قرار دارد. سینوس‌های شب‌پره‌ای در سنین بلوغ پدیدار می‌شود. سینوزیت شب‌پره‌ای باعث ایجاد درد و احساس فشار پشت چشم‌ها می‌شود.

## سینوزیت
ترشح مخاطی بر اثر عملکرد ساختمان‌های کوچک شبیه مو به نام مژک‌ها (cilia) وارد بینی می‌شود و از این طریق تخلیه می‌شود. تمام سینوس‌ها به داخل بینی راه می‌یابند تا تبادل هوا و ترشحات مخاطی امکان‌پذیر باشد. عفونت یا آلرژی بافت‌های سینوس را ملتهب، قرمز و متورم می‌کند. این حالت سینوزیت نامیده می‌شود.

## نگارخانه
